# Gyula Maár
Gyula Maár (ur. 2 sierpnia 1934 w Budapeszcie, zm. 20 grudnia 2013 tamże) – węgierski reżyser i scenarzysta.

## Filmografia
reżyser
- 1974: U kresu
- 1975: Gdzie pani jest, Déry?
- 1977: Teketória
- 1982: Nápolyi mulatságok
- 1987: Malom a pokolban
- 2007: Töredék

scenarzysta
- 1972: Harminckét nevem volt
- 1977: Teketória
- 1984: Felhőjáték
- 2007: Töredék

## Nagrody i nominacje
Został nominowany do nagrody Złotej Palmy i dwukrotnie do nagrody Złotego Niedźwiedzia.